# Spisovna

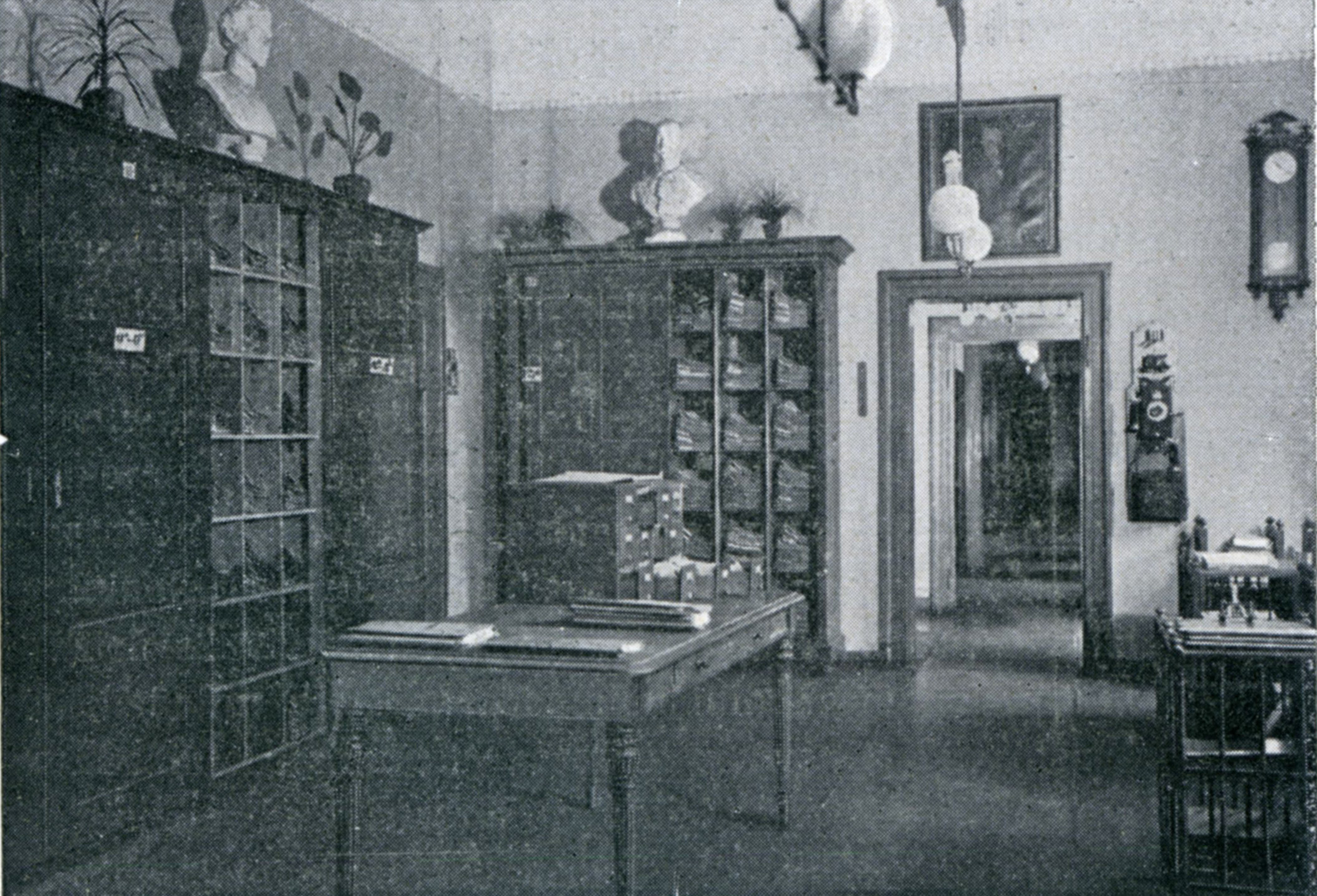
Tajná spisovna na Ministerstvu dopravy v Mnichově v roce 1911.

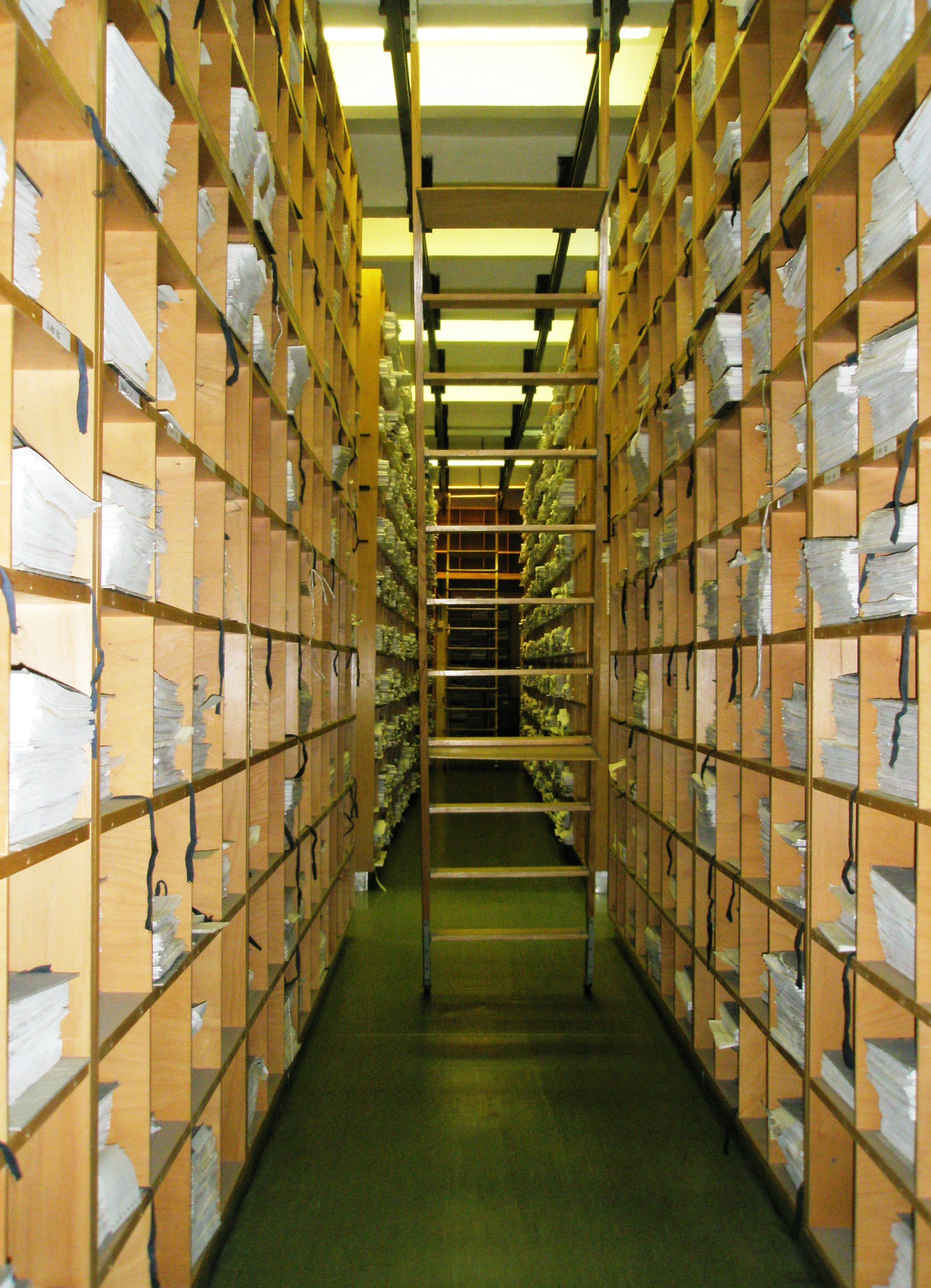
Spisovna Krajského soudu v Ostravě v roce 2008

Spisovna (také registratura) je místo „určené k uložení, vyhledávání a předkládání dokumentů pro potřebu původce a k provádění skartačního řízení“.
Je to tedy místo, kam původce ukládá svoje spisy poté, co prošly svým životním cyklem a byly vyřízeny. Zejména ve starší době bylo odlišení pojmu spisovna a archiv těžko odlišitelné. Zatímco ve spisovně se ukládají dokumenty, které mají administrativní funkci pro původce, ovšem tato funkce zpravidla po určité době zanikne, o tyto dokumenty, kterým zůstala funkce historická, dokumentační apod., se stará archiv. Spisovny se mohou dělit na příruční spisovny, tedy spisovny, kam se ukládají spisy hned po uzavření a zpravidla po kratší době jsou předány najednou do ústřední spisovny (tyto jsou velmi často doposud nazývány „archiv“). Velcí původci mohou také zřídit tzv. správní archiv (tedy spisovna pro spisy s významně delší skartační lhůtou).
Způsob uložení spisů ve spisovně je vymezen spisovým plánem, zpravidla kombinovaný se skartačním plánem (spisový a skartační plán), kde je písemná produkce původce rozvržena do věcných skupin, která má každá přiřazen skartační znak a skartační lhůtu.
V prostřední elektronické spisové služby se systému zajišťující ukládání digitálních dokumentů říká digitální spisovna.